# Donkeyman
Titeln Donkeyman härstammar från de stora segelskeppens tid, då de största fartygen använde åsnor (engelska: donkey) till att driva vinschar för att sätta och reva segel, ankarspel och dylikt ombord. Donkeyman var alltså dessa djurs skötare.
När ångmaskinerna utvecklades ersattes åsnorna med sådana, som kom att kallas donkeypannor, och titeln donkeyman levde kvar fast nu som titeln för den som skötte dessa pannor.
När sedan segelfartygen i nästa teknikskifte ersattes av ångfartyg blev donkeymannen förman för maskinpersonalen, direkt underställd maskinchefen. Han behöll även ansvaret för donkeypannan, som fortfarande drev pumpar, vinchar och generatorer, främst när fartyget låg i hamn med huvudmaskineriet avstängt.

## I musiken
I Evert Taubes visa Eldarevalsen är det fartygets donkeyman som räddar berättaren Charlie Barr som blivit instängd i ångpannan.